# Universal Classics and Jazz
Universal Classics and Jazz (UCJ) es el nombre de dos sellos discográficos pertenecientes a Universal Music Group.

## Música de UCJ
Universal Classics and Jazz es una discográfica independiente perteneciente a Universal Music Group con base en Londres, Reino Unido. Jamie Cullum, Katherine Jenkins, Aled Jones y Nicola Benedetti son artistas pertenecientes al sello.

## Universal Music Classics & Jazz (Alemania)
Universal Music Classics & Jazz (Alemania) pertenece también a Universal Music Alemania.